# Antonín Klimek
Antonín Klimek (ur. 18 stycznia 1937 w Pradze, zm. 9 stycznia 2005 tamże) – czeski historyk i archiwista. Starszy brat Hynka Klimka.

## Życiorys
Do 1960 roku studiował historię na Wydziale Filozoficznym Uniwersytetu Karola w Pradze. Od 1960 do 1990 roku był zatrudniony na stanowisku archiwisty w archiwum koncernu Škoda w Pradze. Od 1991 roku pracował jako archiwista w archiwum Czechosłowackiej Armii Ludowej. Miał również możliwość prowadzenia badań naukowych w Instytucie Marksizmu-Leninizmu w Pradze, gdzie miał wgląd do biografii prezydentów Tomáša Masaryka, Edvarda Beneša i innych polityków.
W pierwszej monografii, która ukazała się w 1989 roku, przedstawił historię dyplomacji w Europie oraz czeskiej polityki zagranicznej w okresie międzywojennym. Następne publikacje dotyczą historii Pierwszej Republiki Czechosłowackiej w latach 1918–1938 oraz życia i działalności polityków czeskich, takich jak Radola Gajda, Tomáš Masaryk oraz Edvard Beneš. W ostatniej monografii przedstawił związki przyczynowe między Machtergreifung przez NSDAP w III Rzeszy w styczniu 1933 roku a dyktatem monachijskim z 1 października 1938 roku.

## Wybór publikacji
- Diplomacie na křižovatce Evropy. Praha 1989.
- Jak se dělal mír roku 1919. Melantrich, Praha 1989.
- Vznik Československa 1918. Praha 1994.
- [z] Eduard Kubů: Československá zahraniční politika 1918–1938. Praha 1995.
- [z] Petr Hofman: Vítěz, který prohrál, generál Radola Gajda. Praha 1995.
- Boj o Hrad;
  - cz. I: Hrad a Pětka 1918–1926. Panevropa, Praha 1996.
  - cz. II: Kdo po Masarykovi? 1926–1935. Panevropa, Praha 1998.
- [z] Zbyněk Zeman: Zrození státníka Edvarda Beneše 1884–1948. Melantrich, Praha 1992.
- Říjen 1918. Vznik Československa. Praha 1998.
- [z] Petr Hofman, et al.: Svět okřídleného šípu. Koncern Škoda, Plzeň 1918–1945, Paseka, Praha 1999.
- Velké dějiny zemí Koruny České. cz. XIII (1918–1929). Praha 2001.
- Velké dějiny zemí Koruny České. cz. XIV (1929–1938). Praha 2002.
- Vítejte v prvni republice. Havran, Prag 2003, ISBN 80-86515-33-8.
- 30.1.1933; Nástup Hitlera k moci. Začátek konce Československa. Havran, Praha 2003.